# Advanced Program to Program Communications
Advanced Program to Program Communications (APPC) – znany także jako LU 6.2, protokół komunikacyjny opublikowany przez firmę IBM w 1982 roku, który umożliwia komunikację aplikacji na serwerze iSeries z aplikacjami w innych systematach. APPC udostępnia API bazujące na architekturze SNA opracowanej przez IBM.
APPC działa w warstwie sesji modelu OSI i pozwala na niezawodną komunikację między co najmniej dwoma aplikacjami w sieci. Posiada także zestaw standardowych interfejsów, które umożliwiają aplikacjom interakcje. Interfejsy te definiują format i zawartość komunikatów wymienianych między aplikacji oraz zapewnia zgodność między aplikacjami. Zazwyczaj używany w systemach typy mainframe IBM np. z/OS.